# Story J Company
Story J Company（韓語：스토리제이컴퍼니）是韓國的經紀公司，成立于2019年，母公司為電視劇製作公司People Story Company。

## 歷史
2019年7月，電視劇製作公司People Story Company決定分離演員經紀事業業務，成立演員專門的經紀子公司Story J Company，旗下演員大多為BS Company、J-Stars娛樂轉移至Story J Company。首批藝人為People Story Company原有演員王智慧、BS Company的演員金泰希、俞承豪、徐仁國、J-Stars娛樂金炳哲等共三十多名演員。 

## 旗下藝人

### 男演员
- 權秀賢（2019年至今）
- 金聖喆（2019年至今）
- 朴成贤
- 裴侑藍（2019年至今）
- 徐仁國（2019年至今）
- 李施彥（2019年至今）
- 李準赫（2025年至今）[3]
- 李莞（2019年至今）
- 太元碩（2019年至今）
- 許峻豪（2019年至今）
- 洪完杓（2022年至今）[4]
- 崔斗镐（2024年至今）[5]

### 女演员
- 康美娜（2023年至今）[6]
- 金多順（2021年至今）[7]
- 金泰希（2019年至今）
- 吳漣序（2021年至今）[8]
- 王智慧（2019年至今）
- 朱玟炅（2019年至今）
- 韩佳乙（한가을）
- 韓多美（한다미）（2019年至今）
- 洪承希（2024年至今）[9]

## 已離開的藝人
- 高秀貞（2019年-2020年）
- 金知碩（2019年-2021年）
- 金炳哲（2019年-2021年）
- 安世浩（2019年-2021年）
- 朴敏静（2019年-2021年）
- 朴勳（2019年-2021年）
- 李珍熙（2019年-2021年）
- 李現瞋（2019年-2021年）
- 李茂生（2019年-2021年）
- 李京载（이경재）(2019年-2021年）
- 俞承豪(2019-2022年)
- 高俊（2019-2022年）
- 金瑞慶（김서경）(2019年-）
- 林世柱
- 俞艺彬（2019年-）
- 金正賢（2021年9月-2025年）

## 外部連結
- 官方网站 （页面存档备份，存于）
- Story J Company-BLOG（页面存档备份，存于）
- Story J Company的Instagram帳戶
- YouTube上的Story J Company頻道